# Hồ Khasan

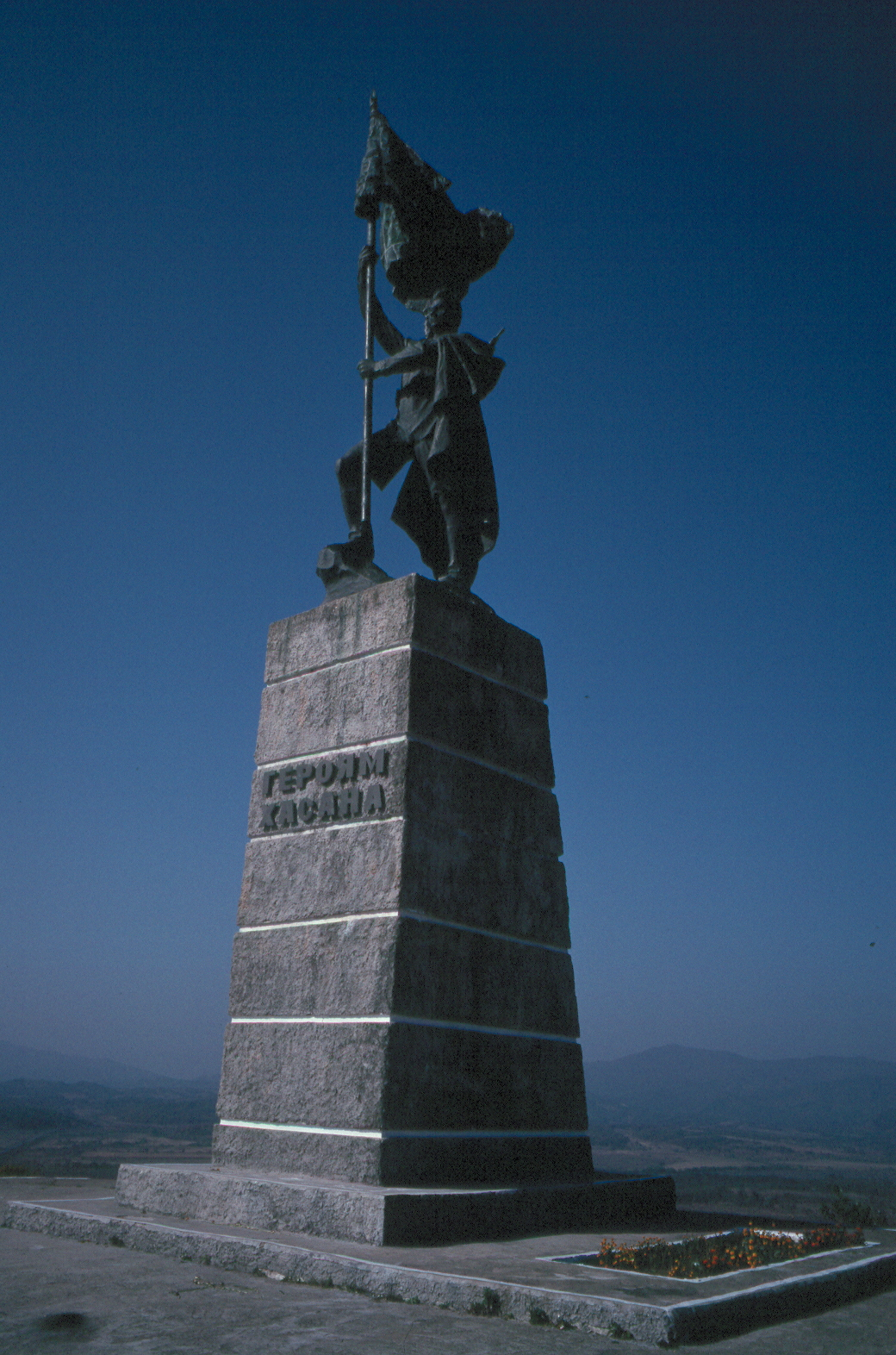
Đài tưởng niệm chiến tranh bên ngoài Khasan, nằm tại nơi đã diễn ra Chiến dịch hồ Khasan năm 1938

Hồ Khasan (tiếng Nga: озеро Хасан) là một hồ nhỏ tại quận Khasansky, Primorsky Krai của Nga, trên biên giới với Cộng hòa Dân chủ Nhân dân Triều Tiên, 130 km về tây nam của Vladivostok. Diện tích mặt hồ là 2,23 km². Sông Tanbogatyi chảy ra từ hồ. Hồ được miêu tả là "góc kín nơi các lãnh thổ của Triều Tiên, Mãn Châu và Nga gặp nhau", là nơi đã diễn ra Chiến dịch hồ Khasan vào mùa hè 1938.